# هوارد بيكر (شاعر)
هوارد بيكر (بالإنجليزية: Howard Baker)‏ هو كاتب مسرحي وشاعر أمريكي، ولد في 5 أبريل 1905 في فيلادلفيا في الولايات المتحدة، وتوفي في 25 يوليو 1990 في بورتيرفيل في الولايات المتحدة.